# Yigoga issykula
Yigoga issykula är en fjärilsart som beskrevs av Otto Staudinger 1889. Yigoga issykula ingår i släktet Yigoga och familjen nattflyn. Inga underarter finns listade i Catalogue of Life.